# Sint-Janskerk (Vught)
De Sint-Janskerk was een parochiekerk in de Noord-Brabantse plaats Vught, gelegen aan de Sint-Jansstraat 3.

## Geschiedenis
Deze aan Sint-Jan Evangelist gewijde kerk was de vijfde parochiekerk van Vught en werd in 1965 in gebruik genomen. Architect was H. Mens. In 1990 werd hij onttrokken aan de eredienst en kreeg de bestemming: kantoor. De gelovigen gingen, samen met die van de Sint-Paulus en Sint-Antoniuskerk, sindsdien ter kerke in de Sint-Paulus en Sint-Janskerk,

## Gebouw
Het betreft een sober doosvormig bakstenen gebouw zonder toren. Een kleine betonnen klokkengevel is aan het gebouw bevestigd.